# Stepan Bandera
Stepan Andrijovič Bandera (ukrajinsko Степан Андрійович Бандера), ukrajinski nacionalist, * 1. januar 1909, Stari Ugriniv pri Ivano-Frankivsku, † 15. oktober 1959, München.
Bandera je vodil militantno krilo skrajno desničarske Organizacije ukrajinskih nacionalistov (OUN). Bil je vodja in teoretik ukrajinskih ultranacionalistov, ki je sodeloval v terorističnih dejavnostih in sodeloval z nacisti.
Bandera se je rodil v Galiciji, ki je bila tedaj del Avstro-Ogrske kot Kraljevina Galicija in Lodomerija, v družini grškokatoliškega duhovnika. Po prvi svetovni vojni in razpadu Avstro-Ogrske je v Galiciji nastala kratkoživa Zahodnoukrajinska ljudska republika, ki si jo je po poljsko-ukrajinski vojni priključila Poljska. V tem obdobju se je Bandera radikaliziral. Potem ko mu poljska oblast ni omogočila študija na Češkoslovaškem, se je vpisal na lvovsko politehniško univerzo, kjer je ustanavljal ukrajinske nacionalistične organizacije. Leta 1934 je organiziral atentat na poljskega notranjega ministra Bronisława Pierackega, zaradi česar je bil obsojen na smrt, vendar so mu kazen spremenili v dosmrtni zapor. Po nemško-sovjetski invaziji na Poljsko leta 1939 je bil izpuščen iz zapora in se je preselil v Krakov v nemški okupacijski coni.
Bandera je okoli sebe zbiral nemške vojaške kroge, ki so bili naklonjeni ukrajinski neodvisnosti, in organiziral ekspedicijske skupine OUN. Ko je Nemčija sprožila invazijo na Sovjetsko zvezo, je pripravil »Akt o obnovitvi ukrajinske države«, ki bi kolaborirala z nacistično Nemčijo. Nacistična oblast zamisli ni sprejela in ko se ji Bandera ni hotel odpovedati, ga je Gestapo aretiral in zaprl v hišni pripor, pozneje pa v koncentracijsko taborišče Sachsenhausen. Leta 1944 ga je Nemčija, ki je vse bolj izgubljala proti zaveznikom, izpustila, da bi sodeloval v odvračanju napredujočih sovjetskih sil. Začel je sodelovati z znova ustanovljenim Ukrajinskim glavnim osvobodilnim svetom, ki je deloval v ilegali. Po vojni se je z družino ustalil v Zahodni Nemčiji, od koder je še naprej vodil OUN in sodeloval z več protikomunističnimi organizacijami, na primer s Protiboljševiškim blokom narodov in z britanskimi obveščevalnimi službami. Leta 1959 ga je agent KGB v Münchnu zastrupil s cianidom.
22. januarja 2010 je odhajajoči predsednik Ukrajine Viktor Juščenko Banderi posmrtno podelil naziv heroja Ukrajine. Odlikovanje so obsodili evropski parlament, Rusija, poljski in judovski politiki ter organizacije. Leto zatem so odlikovanje razveljavili, ker Bandera nikoli ni bil državljan Ukrajine, kar je pogoj za prejem naziva. Predlog podelitve priznanja Banderi je ukrajinski parlament zavrnil avgusta 2019.
Bandera je bil v Ukrajini razdvajujoča osebnost; medtem ko so ga nekateri Ukrajinci videli kot osvoboditelja, ki se je boril proti sovjetski, poljski in nemški državi ter poskušal ustanoviti neodvisno Ukrajino, je med drugimi Ukrajinci ter med Poljaki in Rusi veljal za fašista in vojnega zločinca, ki je bil s svojimi sledilci odgovoren za pokole poljskih civilistov in deloma za holokavst v Ukrajini. Rusija je po odstavitvi proruskega predsednika leta 2014 v propagandi začela uporabljati termin »banderovci« in skušala z njim demonizirati Ukrajince, ustrahovati rusko manjšino v Ukrajini ter upravičevati svojo agresijo na Ukrajino. Ruski predsednik Vladimir Putin se je po invaziji leta 2022 večkrat skliceval na »banderovce« in z njim ter nacizmom povezoval ukrajinsko nacionalno identiteto. Ruska vojska je »podporo Banderi« uporabljala kot izgovor za zapiranje ljudi, mučenje in poboje. Zaradi ruske agresije je močno narastel delež Ukrajincev, ki so Bandero označil kot pozitivno osebnost, predvsem kot simbol boja proti Rusom; leta 2021 ga je 32% prebivalcev videlo kot pozitivno zgodovinsko osebnost, leto kasneje pa je ta delež narastel na 74%.